# Nothurinae
Nothurinae je potporodica tinamuovki. Sastoji se od šest rodova. 
Većina vrsta ove potporodice više hoda nego leti, lete samo po potrebi. Hrane se lišćem, voćem i kukcima. Žive uglavnom na travnjacima, za razliku od potporodice Tinaminae, čije vrste najčešće žive u šumama. Pronađeni su fosili ptica iz roda Nothura koji datiraju iz pliocena. 